# Krzysztof Rześniowiecki (dziennikarz)
Krzysztof Rześniowiecki (ur. 15 sierpnia 1979 we Wrocławiu) – polski dziennikarz i prezenter telewizyjny. 

## Życiorys
W szkole średniej założył wrocławski kabaret „Bijcie Bravo”, występował w słuchowiskach radiowych Polskiego Radia Wrocław i programach młodzieżowych TVP Wrocław. Ukończył studia w Dolnośląskiej Szkole Wyższej na kierunkach: Pedagogika mediów i animacji kulturalnej oraz Terapia pedagogiczna. 
Zanim rozpoczął karierę dziennikarską, pracował w firmach finansowych. W 2006 rozpoczął pracę w TVP Wrocław, był reporterem i prowadzącym program informacyjny Fakty.
W 2009 przeprowadził się do Warszawy i wkrótce został dziennikarzem Panoramy. W latach 2017–2023 współpracował z redakcją programu Pytaniem na śniadanie, dla której tworzy autorskie cykle PNŚ na BIS, Program antywirusowy i Z archiwum 2, a w latach 2018–2020 wraz z żoną, Anną Matusiak-Rześniowiecką, współprowadził sobotni program PNŚ Extra – śladami kultowych seriali na antenie TVP2. 
Jest scenarzystą i reżyserem wielu spotów telewizyjnych i internetowych, takich jak m.in. Eurowizja Junior 2019, Wkręceni w randkę, Anything Goes. Ale jazda! czy książki Anny Matusiak-Rześniowieckiej Molestowane - historie prawdziwe. Wystąpił epizodycznie w serialu Za marzenia i filmie Futro z misia.

## Życie prywatne
28 czerwca 2014 poślubił dziennikarkę Annę Matusiak, którą poznał podczas pracy w TVP Wrocław. Mają syna, Maksymiliana (ur. 2017).